# Heterogonium hennipmannii
Heterogonium hennipmannii là một loài dương xỉ trong họ Tectariaceae. Loài này được Tagawa & K.Iwats. mô tả khoa học đầu tiên năm 1974.
Danh pháp khoa học của loài này chưa được làm sáng tỏ. 